# Grecia ellenistica

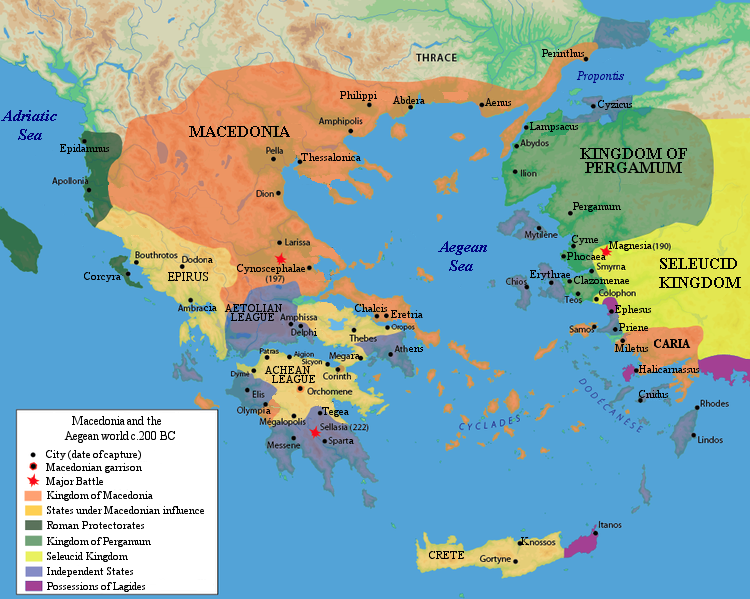
Una mappa della Grecia ellenistica nel 200 a.C., con il Regno di Macedonia (arancione) sotto Filippo V, Stati dipendenti della Macedonia (giallo scuro), Impero seleucide (giallo brillante), protettorati romani (verde scuro), Regno di Pergamo (verde chiaro), stati indipendenti (viola chiaro) e possedimenti dell'Impero tolemaico (viola)

Per Grecia ellenistica si intende il periodo storico di quel paese, successivo alla Grecia classica, tra la morte di Alessandro Magno nel 323 a.C. e l'annessione del cuore della Lega achea da parte della Repubblica romana. Ciò culminò nella battaglia di Corinto del 146 a.C., una schiacciante vittoria romana nel Peloponneso, che portò alla distruzione di Corinto e diede inizio al periodo della Grecia romana. La  fine definitiva della Grecia ellenistica avvenne a seguito della battaglia di Azio, nel 31 a.C., quando il futuro imperatore Augusto sconfisse la regina greca tolemaica Cleopatra e Marco Antonio, conquistando l'anno successivo Alessandria, l'ultimo grande centro della Grecia ellenistica.
Il periodo ellenistico iniziò con le guerre dei diadochi, scontri armati tra gli ex generali di Alessandro Magno per dividersi il suo impero in Europa, Asia e Nord Africa. Le guerre durarono fino al 275 a.C., con la caduta delle dinastie degli Argeadi e degli Antipatridi della Macedonia a favore della dinastia antigonide. L'era fu anche segnata da guerre successive tra il Regno di Macedonia e i suoi alleati, contro la Lega etolica, la Lega achea e la città-stato di Sparta.
Durante il regno di Filippo V di Macedonia i macedoni non solo persero la guerra di Creta a causa di un'alleanza guidata da Rodi, ma anche la loro precedente alleanza con Annibale di Cartagine li coinvolse nella prima e nella seconda guerra macedone con l'antica Roma. La debolezza  percepita della Macedonia, all'indomani di questi conflitti, incoraggiò Antioco III il Grande, dell'Impero seleucide, a invadere la Grecia continentale, ma la sua sconfitta, ad opera dei romani alle Termopili nel 191 a.C. e a Magnesia nel 190 a.C., assicurò la posizione di Roma come principale potenza militare nella Regione. Entro circa due decenni dalla conquista della Macedonia, nel 168 a.C. e dell'Epiro nel 167 a.C., i romani avrebbero infine controllato l'intera Grecia.
Durante il periodo ellenistico l'importanza della Grecia vera e propria, all'interno del mondo di lingua  greca, diminuì drasticamente. I grandi centri della cultura ellenistica divennero Alessandria e Antiochia, rispettivamente capitali dell'Egitto tolemaico e della Siria seleucide. Importanti furono anche le città di Pergamo, Efeso, Rodi e Seleucia, e la crescente urbanizzazione del Mediterraneo orientale fu una caratteristica dell'epoca.

## Macedonia

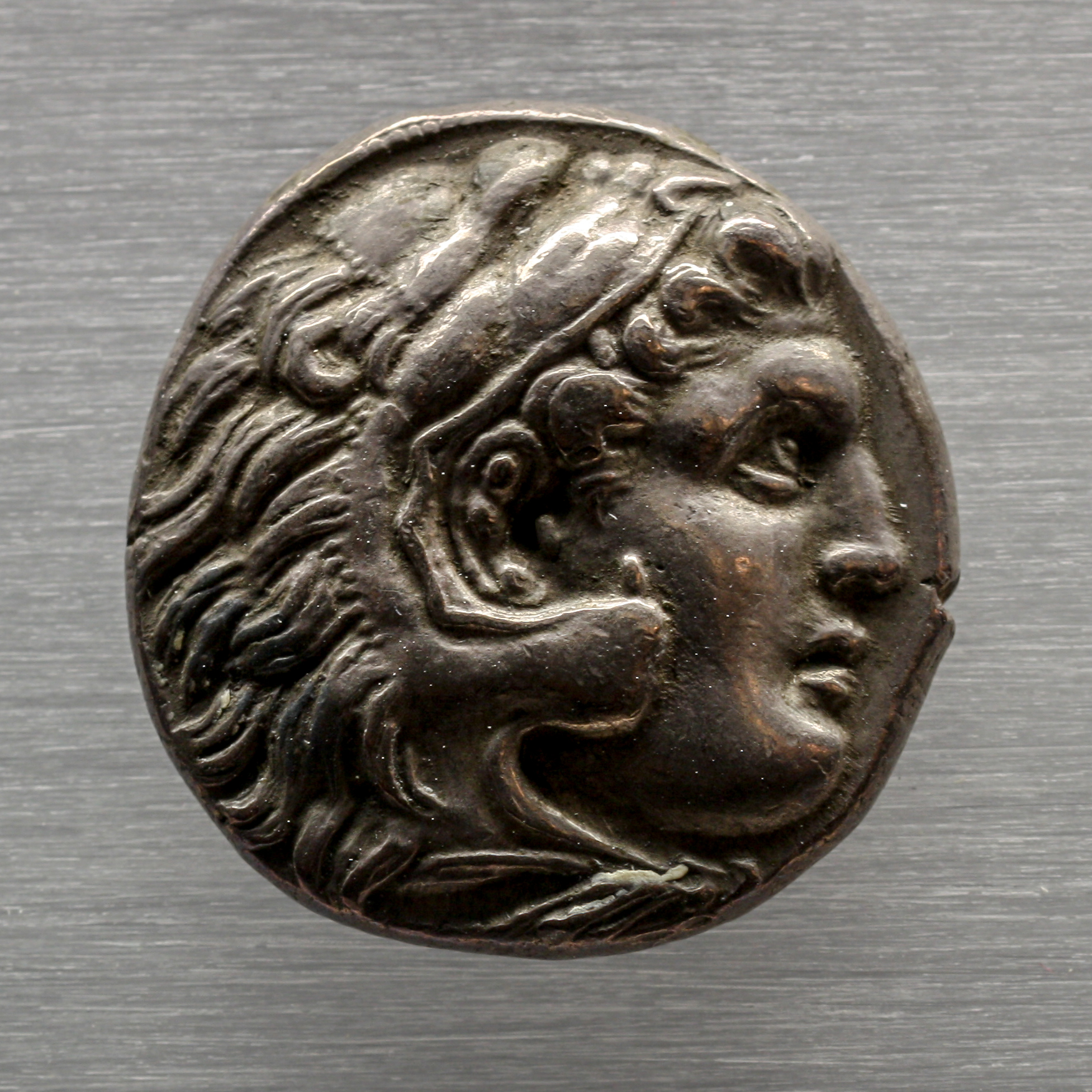
Moneta raffigurante Cassandro, primo re post Argeade della Grecia ellenistica e fondatore di Salonicco

Le imprese di Alessandro portarono una serie di conseguenze sulle città-stato greche. Allargarono notevolmente gli orizzonti dei Greci, facendo sembrare meschini e poco importanti gli infiniti conflitti tra le città che avevano segnato il V e il IV secolo a.C. Portarono a una costante emigrazione, in particolare dei giovani e degli ambiziosi, verso i nuovi imperi greci a est. Molti greci emigrarono ad Alessandria, Antiochia e in molte altre nuove città ellenistiche fondate sulla scia di Alessandro, fino a quelle regioni che oggi sono l'Afghanistan e il Pakistan, dove il regno greco-battriano e il regno indo-greco sopravvissero fino alla fine del I secolo a.C.
La sconfitta delle città greche ad opera di Filippo e di Alessandro fece comprendere ai greci che le loro città-stato non avrebbero mai più potuto essere poteri a pieno titolo e che l'egemonia della Macedonia e dei suoi  stati successori non avrebbe potuto essere sfidata a meno che le città-stato non si fossero unite, o almeno avessero costituito una federazione. I greci apprezzavano troppo la loro indipendenza locale per prendere in considerazione un'unificazione, ma fecero diversi tentativi per formare federazioni attraverso le quali avrebbero potuto  sperare di riaffermare la loro indipendenza.
Dopo la morte di Alessandro si scatenò una lotta per il potere tra i suoi generali, che portò alla disgregazione del suo impero e alla creazione di una serie di nuovi regni. La Macedonia cadde sotto Cassandro, figlio del principale generale di Alessandro, Antipatro, che dopo diversi anni di guerra divenne padrone della maggior parte del resto della Grecia. Fondò una nuova capitale macedone a Salonicco e fu generalmente un governante illuminato.
Il potere di Cassandro fu sfidato da Antigono, sovrano dell'Anatolia, il quale promise alle città greche che avrebbe ripristinato la loro libertà se lo avessero sostenuto. Ciò portò a rivolte, con risultati positivi, contro i governanti locali di Cassandro. Nel 307 a.C., il figlio di Antigono, Demetrio, conquistò Atene e ne ripristinò il suo sistema democratico che era stato soppresso da Alessandro. Ma nel 301 a.C. una coalizione  di Cassandro e degli altri re ellenistici sconfisse Antigono nella battaglia di Ipso, ponendo così fine alla sua sfida.

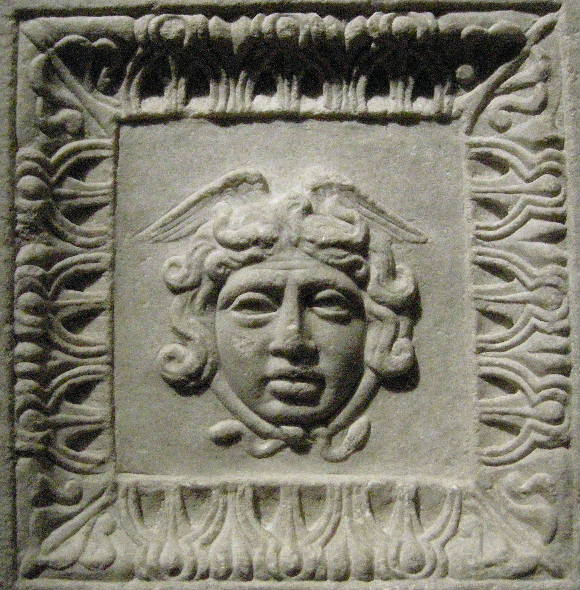
Bassorilievo greco ellenistico della porta di una tomba, Museo Leeds City.

Tuttavia, dopo la morte di Cassandro nel 298 a.C., Demetrio conquistò il trono della Macedonia e ottenne il controllo della maggior parte della Grecia. Fu sconfitto da una seconda coalizione di sovrani greci nel 285 a.C. e il dominio della Grecia passò al re Lisimaco di Tracia. Questi fu a sua volta sconfitto e ucciso nel 280 a.C. Il trono macedone passò quindi al figlio di Demetrio, Antigono II, che sconfisse anche lui un'invasione delle terre greche da parte dei Galli, che in quel periodo erano stanziati nei Balcani. La battaglia contro i Galli unì gli Antigonidi di Macedonia e i Seleucidi di Antiochia, un'alleanza diretta anche contro la più ricca potenza ellenistica, i Tolomei d'Egitto.
Antigono II regnò fino alla sua morte, nel 239 a.C., e la sua famiglia mantenne il trono macedone fino a quando non fu soppresso dai romani nel 146 a.C. Il loro controllo sulle città stato greche fu tuttavia intermittente, poiché altri governanti, in particolare i Tolomei, sovvenzionarono partiti anti-macedoni in Grecia per minare il potere degli Antigonidi. Antigono creò una guarnigione a Corinto, il centro strategico della Grecia, ma Atene, Rodi, Pergamo e altri stati greci mantennero una sostanziale indipendenza e costituirono la Lega etolica come mezzo per difenderla. Anche Sparta rimase indipendente, ma generalmente rifiutò di entrare a far parte di qualsiasi lega.
Nel 267 a.C., Tolomeo II persuase le città greche a ribellarsi contro Antigono, in quella che divenne la guerra cremonidea, dal nome del condottiero ateniese Cremonide. Le città furono sconfitte e Atene perse la sua indipendenza e le sue istituzioni democratiche. La lega etolica era limitata al Peloponneso, ma quando le fu permesso di ottenere il controllo di Tebe, nel 245 a.C., divenne un alleato della Macedonia. Ciò segnò la fine di Atene come attore politico, sebbene fosse rimasta la città più grande, più ricca e più coltivata della Grecia. Nel 255 a.C., Antigono sconfisse la flotta egiziana a Cos e portò anche le isole dell'Egeo, tranne Rodi, sotto il suo governo.

## Città stato e leghe

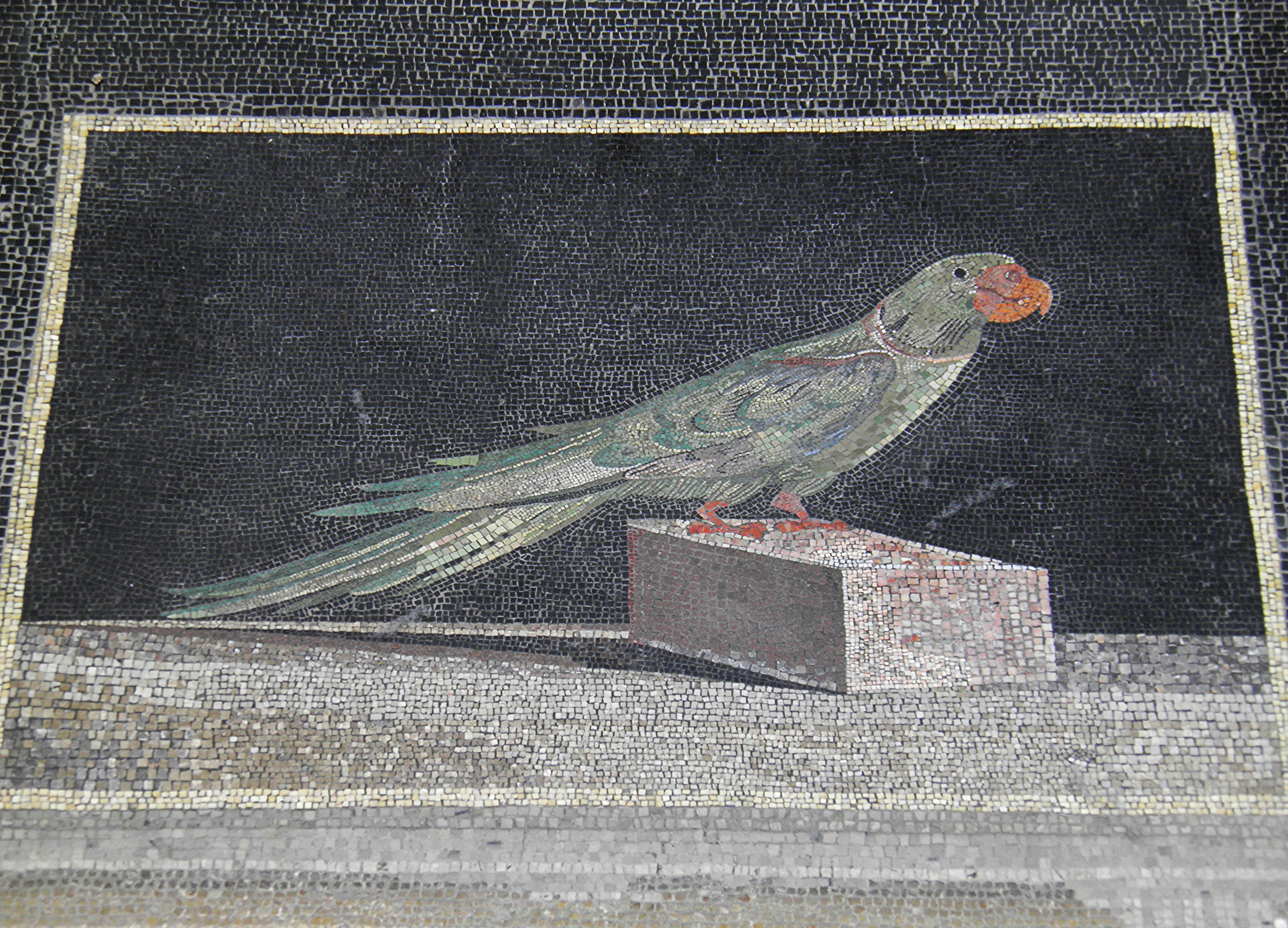
Particolare di un pavimento a mosaico ellenistico raffigurante un parrocchetto alessandrino, proveniente dall'acropoli di Pergamo (vicino alla moderna Bergama, Turchia), datato alla metà del II secolo a.C. (durante i regni di Eumene II e Attalo II di Pergamo)

Nonostante la riduzione del loro potere politico e dell'autonomia, le città stato o polis greche continuarono ad essere la forma di base dell'organizzazione politica e sociale in Grecia. Quelle classiche come Atene ed Efeso crebbero e persino prosperarono in questo periodo. Mentre la guerra tra le città greche continuava, queste risposero alla minaccia degli stati ellenistici post alessandrini  unendosi in alleanze o diventando alleati di un forte stato ellenistico che poteva venire in loro difesa rendendole così asilo o inviolate agli attacchi di altre città.
Gli Etoli e gli Achei svilupparono forti stati federali o leghe (koinon), che erano governate dai  consigli dei rappresentanti delle città e dalle assemblee dei cittadini della lega. Inizialmente ad esclusiva struttura etnica, queste leghe in seguito iniziarono a includere città al di fuori delle loro regioni tradizionali. La lega achea alla fine comprendeva  tutto il Peloponneso tranne Sparta, mentre la lega etolica si espanse in Focide. Durante il terzo secolo a.C. queste leghe furono in grado di difendersi contro la Macedonia e la lega etolica sconfisse un'invasione celtica della Grecia a Delfi.
Dopo la morte di Alessandro, Atene era stata sconfitta  da Antipatro nella guerra lamiaca e il suo porto del Pireo ospitava una guarnigione macedone. Per contrastare il potere della Macedonia sotto Cassandro, Atene corteggiò alleanze con altri sovrani ellenistici come Antigono I Monoftalmo, e nel 307 questi inviò suo figlio Demetrio a catturare la città. Dopo che Demetrio conquistò la Macedonia, Atene divenne alleata dell'Egitto tolemaico nel tentativo di ottenere la sua indipendenza da Demetrio, e con le truppe tolemaiche riuscì a ribellarsi e a sconfiggere la Macedonia nel 287, anche se il Pireo rimase presidiato. Atene combatté guerre più  infruttuose contro la Macedonia, con aiuti tolemaici, come la guerra cremonidea. Il regno tolemaico era divenuto il principale alleato della città, sostenendola con truppe, denaro e materiale in molteplici  conflitti. Atene ricompensò il regno tolemaico nel 224/223 a.C. denominando il tredicesimo phyle, Ptolemais, e stabilendo un culto religioso chiamato Ptolemaia. L'Atene ellenistica vide anche l'ascesa della Nuova commedia e delle scuole di filosofia ellenistiche come lo stoicismo e l'epicureismo. Entro la fine del secolo, gli Attalidi di Pergamo divennero mecenati e  protettori di Atene mentre l'impero tolemaico si andava indebolendo. In seguito Atene avrebbe anche stabilito un culto per il re di Pergamo, Attalo I.

## Filippo V

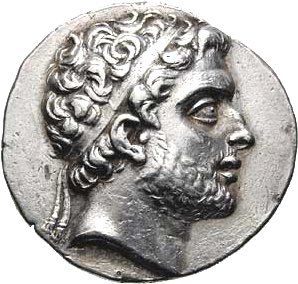
Filippo V, "il beniamino di Hellas", che indossa il diadema reale.

Antigono II morì nel 239 a.C. La sua morte vide un'altra rivolta delle città-stato della lega achea, la cui figura dominante era Arato di Sicione. Il figlio di Antigono, Demetrio II, morì nel 229 a.C., lasciando un bambino (Filippo V) come re, con il generale Antigono Dosone come reggente. Gli Achei, sebbene nominalmente soggetti a Tolomeo, erano in effetti indipendenti e controllavano la maggior parte della Grecia meridionale e Atene rimase lontana da questo conflitto.
Sparta rimase ostile agli Achei e nel 227 a.C. il re di Sparta Cleomene III invase l'Acaia e prese il controllo della Lega. Arato preferiva la lontana Macedonia alla vicina Sparta e si alleò con Dosone, che nel 222 a.C. sconfisse gli Spartani e si annetté la loro città. Questa fu la prima volta che Sparta veniva occupata da una potenza straniera.
Filippo V, che salì al potere alla morte di Dosone nel 221 a.C., fu l'ultimo sovrano macedone con il  talento e l'opportunità di unire la Grecia e preservare la sua indipendenza contro la "nuvola che stava sorgendo a ovest": il potere sempre crescente di Roma. Era conosciuto come "il beniamino di Hellas". Sotto i suoi auspici, la pace di Naupactus (217 a.C.) pose fine al conflitto tra la Macedonia e le leghe greche, e in quel momento controllava tutta la Grecia ad eccezione di Atene, Rodi e Pergamo.
Nel 215 a.C., tuttavia, Filippo formò un'alleanza con Cartagine, nemica di Roma, che per la  prima volta attirò Roma direttamente negli affari greci. Roma attirò prontamente le città achee lontano dalla loro lealtà nominale a Filippo e formò alleanze con Rodi e Pergamo, a quel tempo la potenza preponderante in Asia Minore. La Prima guerra macedonica scoppiò nel 212 a.C. e terminò in modo inconcludente nel 205 a.C., ma la Macedonia era considerata come nemica di Roma. L'alleata di Roma, Rodi, ottenne il controllo delle isole dell'Egeo.
Nel 202 a.C., Roma sconfisse Cartagine e fu libera di rivolgere la sua attenzione verso est, sollecitata dai suoi alleati greci, Rodi e Pergamo. Nel 198 a.C., scoppiò la seconda guerra macedonica per ragioni oscure, ma molto probabilmente perché Roma vedeva la Macedonia come un potenziale alleato dei Seleucidi, la più grande potenza dell'est. Gli alleati di Filippo in Grecia lo abbandonarono e nel 197 a.C. fu definitivamente sconfitto alla Battaglia di Cinocefale dal proconsole romano Tito Quinzio Flaminino.
Fortunatamente per i greci, Flaminino era un uomo moderato e un ammiratore della cultura greca. Filippo dovette arrendersi alla sua flotta e diventare un alleato romano, ma per il resto fu risparmiato. Ai Giochi istmici del 196 a.C. Flaminino dichiarò libere tutte le città greche, sebbene a Corinto e nella Calcide fossero poste guarnigioni romane. Ma la libertà promessa da Roma era un'illusione. Tutte le città, tranne Rodi, furono iscritte a una nuova Lega che alla fine era controllata da Roma, e le democrazie furono sostituite da regimi aristocratici alleati di Roma.

## Ascesa di Roma

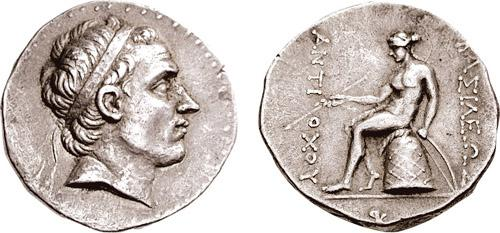
Una tetradramma di Antioco III il Grande, coniata dopo il 197 a.C. in Mesopotamia, una regione dell'Impero seleucide

Nel 192 a.C., scoppiò la guerra tra Roma e il governatore seleucide Antioco III. Questi invase la  Grecia con un esercito di 10.000 uomini e fu eletto comandante in capo degli Etoli. Alcune città greche ora pensavano ad Antioco come al loro salvatore dal dominio romano, ma la Macedonia si unì a Roma. Nel 191 a.C., i romani sotto Manio Acilio Glabrio lo misero in rotta alle Termopili e lo obbligarono a ritirarsi in Asia. Nel corso di questa guerra le truppe romane si trasferirono per la prima volta in Asia, dove sconfissero nuovamente Antioco a Magnesia al Sipilo (190 a.C.). La Grecia ora si trovava sulla linea di comunicazione tra Roma e l'Oriente, e i soldati romani divennero una presenza permanente. La pace di Apamea (188 a.C.) lasciò Roma in una  posizione dominante in tutta la Grecia.
Negli anni successivi Roma fu coinvolta più a fondo nella politica greca, poiché la parte sconfitta in ogni controversia fece appello a Roma per chiedere aiuto. La Macedonia era ancora indipendente, sebbene nominalmente un alleato romano. Quando Filippo V morì, nel 179 a.C., gli succedette il figlio Perseo, che come tutti i re macedoni sognava di unire i greci sotto il dominio macedone. La Macedonia era ormai troppo debole per raggiungere questo obiettivo, ma l'alleato di Roma Eumene II di Pergamo persuase Roma che Perseo costituiva una potenziale minaccia.

## Fine dell'indipendenza greca

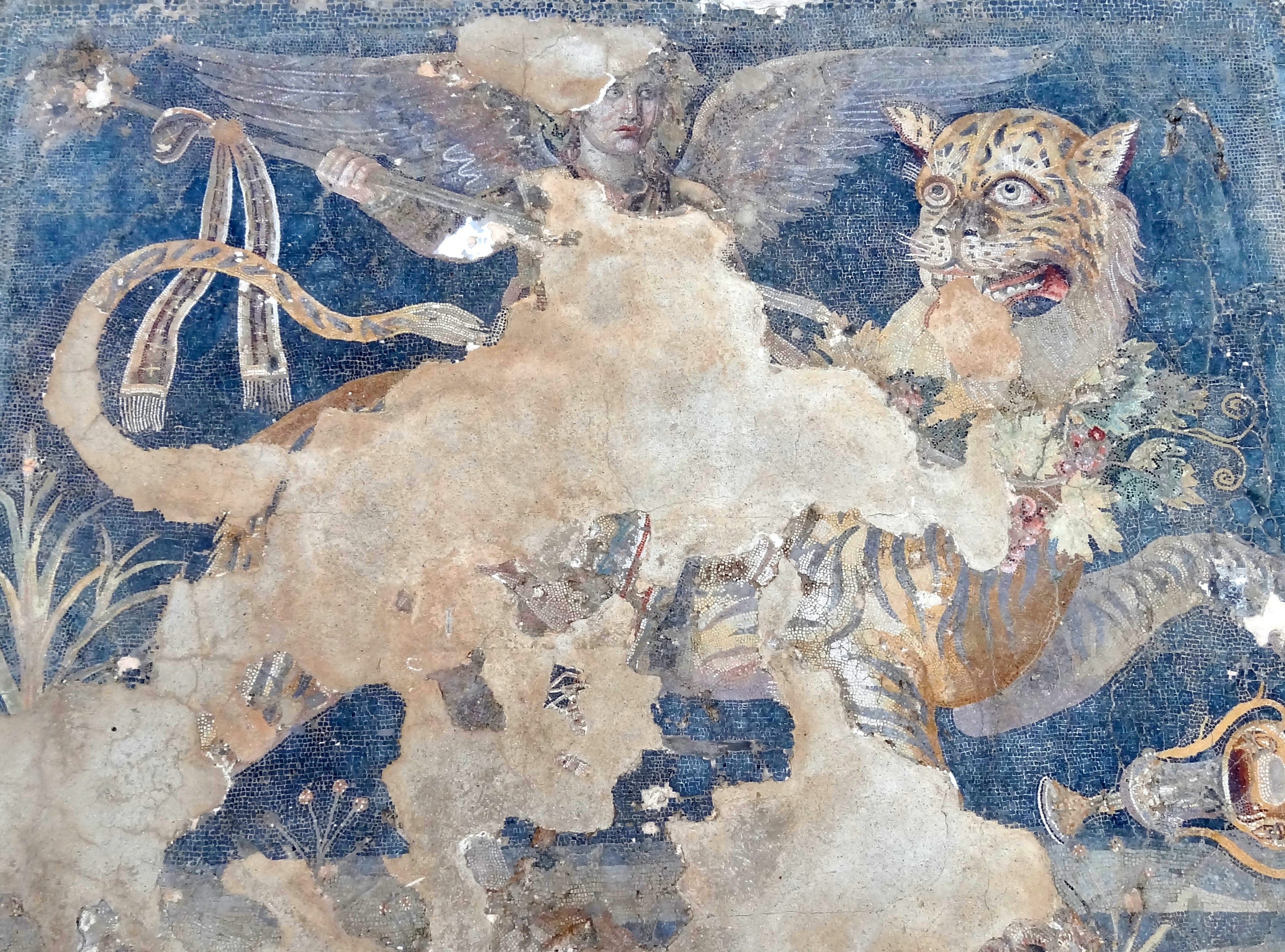
Un mosaico greco ellenistico raffigurante il dio Dioniso come un Demone alato a cavallo di una tigre, dalla Casa di Dioniso a Delo nella regione dell'Egeo Meridionale della Grecia, fine II secolo a.C., Museo Archeologico di Delo

A seguito degli intrighi di Eumene, Roma dichiarò guerra alla Macedonia, nel 171 a.C., portando 100.000 soldati in Grecia. La Macedonia non poteva competere con questo  esercito e Perseo non fu in grado di radunare gli altri stati greci in suo aiuto. La mancanza di grandi condottieri nelle file dei romani gli   permise di resistere per tre anni, ma nel 168 a.C. i romani inviarono Lucio Emilio Paolo Macedonico in   Grecia, e a Pidna i macedoni furono sconfitti in modo schiacciante. Perseo fu catturato e  portato a Roma, il regno di Macedonia fu suddiviso in quattro stati più piccoli e tutte le   città greche che lo aiutarono, anche  retoricamente, furono punite. Persino gli alleati di Roma, Rodi e Pergamo, persero la loro indipendenza.
Sotto la guida di un avventuriero chiamato Andrisco, la Macedonia si ribellò al dominio romano nel 149 a.C. e l'anno successivo venne annessa divenendo una provincia romana, il primo degli stati greci a subire questa sorte. Roma chiedeva ora che la Lega achea, l'ultima roccaforte   dell'indipendenza greca, venisse sciolta. Gli Achei rifiutarono e, pensando che avrebbero potuto anche morire combattendo, dichiararono guerra a Roma. La maggior parte delle città greche si schierò dalla parte degli Achei e anche gli schiavi furono liberati per combattere per l'indipendenza greca. Il console romano Lucio Mummio Acaico avanzò dalla Macedonia e sconfisse i Greci a Corinto, che fu rasa al suolo.
Nel 146 a.C., la penisola greca, ma non le isole, divenne un protettorato romano. Furono imposte tasse romane, tranne che ad Atene e Sparta, e tutte le città dovettero accettare il governo degli alleati locali di Roma. Nel 133 a.C., l'ultimo re di Pergamo morì e lasciò il suo regno a Roma: ciò portò la maggior parte della penisola dell'Egeo sotto il diretto dominio romano come parte della provincia dell'Asia.

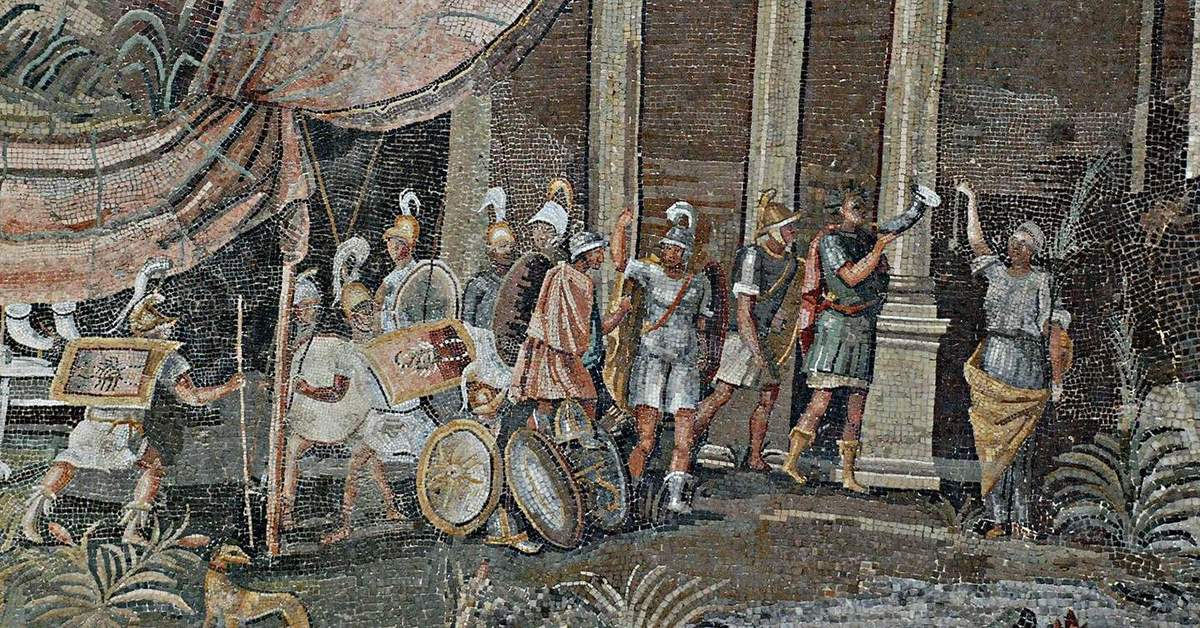
Soldati macedo-tolemaici del regno tolemaico, 100 a.C., particolare del mosaico del Nilo di Palestrina.

La caduta finale della Grecia avvenne nell'88 a.C., quando il re Mitridate del Ponto si ribellò contro Roma e massacrò fino a 100.000 romani e alleati romani in tutta l'Asia Minore. Sebbene Mitridate non fosse greco, molte città greche, inclusa Atene, rovesciarono i loro governanti fantoccio romani e si unirono a lui. Quando fu cacciato dalla Grecia, dal generale romano Lucio Cornelio Silla, la vendetta romana cadde di nuovo sulla Grecia e le città greche non si ripresero mai più. Mitridate fu infine sconfitto da Gneo Pompeo Magno nel 65 a.C.
Ulteriore rovina fu portata in Grecia dalle guerre civili romane, che furono in parte combattute in Grecia. Infine, nel 27 a.C., Augusto annesse direttamente la Grecia al nuovo Impero romano come provincia dell'Acaia. Le lotte con Roma avevano spopolato e demoralizzato alcune zone della Grecia. Tuttavia, il dominio romano, se non altro, pose fine alla guerra e città come Atene, Corinto, Salonicco e Patrasso recuperarono presto la loro prosperità.